# Phyllophaga yei
Phyllophaga yei är en skalbaggsart som beskrevs av Moron 1991. Phyllophaga yei ingår i släktet Phyllophaga och familjen Melolonthidae. Inga underarter finns listade i Catalogue of Life.